# Bulletin board system

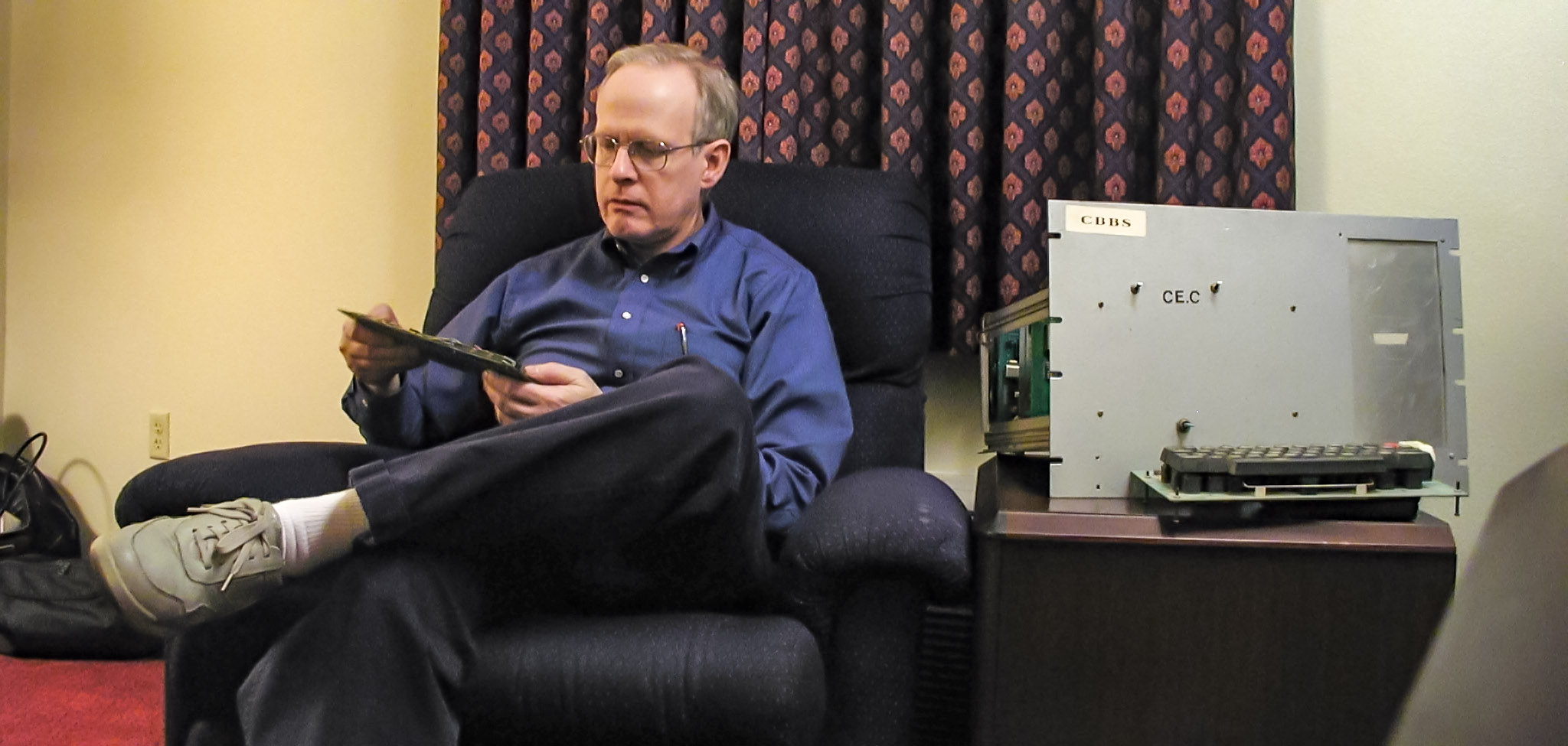
Ward Christensen fotografiat cu primul computer care a rulat un sistem public de Bulletin Board Systems, CBBS

Un Bulletin Board System, adeseori cunosct sub acronimul BBS, este un computer sau un tip de computere, pe care se folosește un anumit tip de software care permite utilizatorilor sistemului să se conecteze și să se logheze într-un sistem utilizând un program de terminal. Inițial, aceste sisteme erau accesibile doar printr-o linie telefonică utilizând un modem, dar la inceputul anilor 90, unele dintre acestea au devenit accesibile via telnet sau unde radio.
Odată ce un utilizator este conectat la această rețea, acesta poate efectua diferite funcții, așa cum ar fi încărcarea sau descărcarea de programe și date, citirea de știri și schimb de mesaje cu alți utilizatori ai rețelei. Multe dintre aceste BBS ofereau și jocuri on-line, în care utilizatorii puteau concura între ei, iar acele BBS-uri care aveau linii telefonice multiple ofereau camere de discuții de tip IRC (așa numitele chat room).
În ultimii ani, termenul BBS este utilizat uneori incorect pentru referiri la diferite tipuri de forumuri.